# Premio Pulitzer 1964
Quella del 1964 fu la quarantottesima assegnazione dei Premi Pulitzer e vide il conferimento di dodici premi in quindici categorie, otto relative al mondo del giornalismo e sette relative al mondo della letteratura e della musica, a cui fu aggiunta una menzione speciale nel campo del giornalismo.
L'edizione del 1964 è vide l'introduzione di due categorie: ossia il premio per la cronaca o reportage di attualità locale e il premio per il giornalismo investigativo locale specializzato.
In quest'edizione, la giuria fu composta da 14 membri, tra cui il presidente della Columbia University, Grayson Kirk, e fu presieduta da Joseph Pulitzer, redattore del St. Louis Post-Dispatch nonché omonimo figlio del fondatore dei premi Pulitzer, Joseph Pulitzer.

## Giornalismo
- Pubblico servizio:

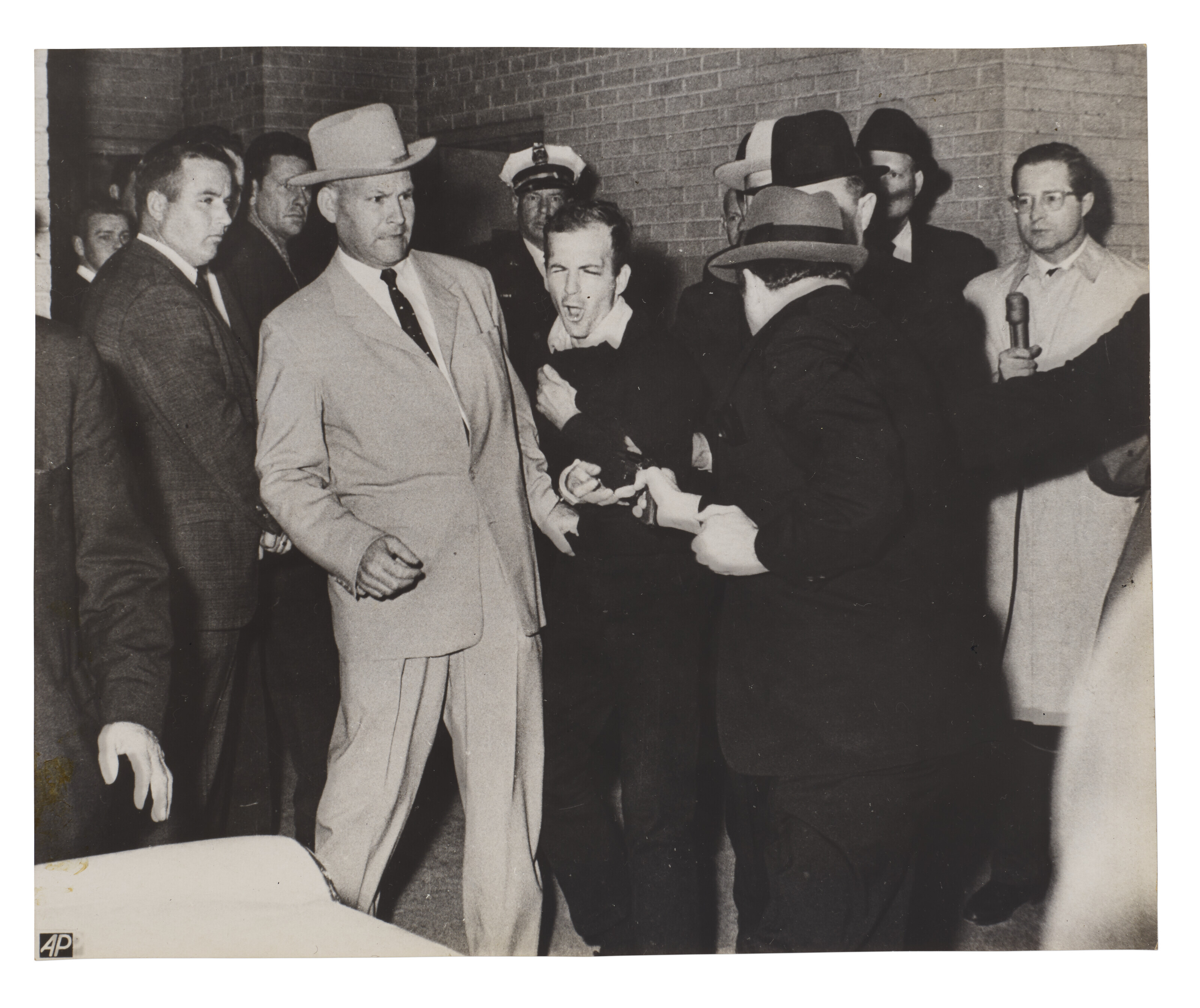
La fotografia ritraente Jack Ruby mentre spara a Lee Harvey Oswald, vincitrice del Premio Pulitzer 1964

  - St. Petersburg Times, per la sua aggressiva indagine sulla Florida Turnpike Authority, che ha portato alle luce le diffuse illegalità al suo interno e ha portato ad una profonda riorganizzazione del programma di costruzione stradale dello Stato della Florida.[3]
- Giornalismo locale di cronaca o di ultim'ora:
  - Norman C. Miller, del Wall Street Journal, per il suo esaustivo resoconto di una truffa multimilionaria legata all'olio vegetale nel New Jersey.
- Giornalismo locale investigativo specializzato:
  - James V. Magee, Albert V. Gaudiosi e Frederick Meyer, del Philadelphia Bulletin, per la loro denuncia dei reati di gioco d'azzardo portati avanti con la collusione della polizia nel sud di Filadelfia, che ha condotto ad arresti all'interno dipartimento di polizia e alla sua bonifica.
- Giornalismo nazionale:
  - Merriman Smith, della United Press International, per la sua eccezionale copertura dell'assassinio del presidente John Fitzgerald Kennedy.
- Giornalismo internazionale:
  - Malcolm W. Browne e David Halberstam, dell'Associated Press e del New York Times, per i loro reportage sulla guerra del Vietnam e sul rovesciamento del regime di Ngô Đình Diệm
- Editoriale:
  - Hazel Brannon Smith , del Lexington Advertiser, per la ferma adesione al proprio dovere editoriale dimostrata di fronte a grandi pressioni e opposizioni.
- Vignetta editoriale:
  - Paul Conrad, del The Denver Post, per le vignette da lui pubblicate nel corso dell'anno 1963.
- Fotografia:
  - Robert H. Jackson, del Dallas Times Herald, per la fotografia ritraente Jack Ruby mentre spara a Lee Harvey Oswald, l'assassino di John F. Kennedy.
- Menzione speciale:
  - Gannett Co., Inc., per il loro programma The Road To Integration, un illustre esempio di come un gruppo editoriale possa utilizzare le proprie risorse per integrare il lavoro dei singoli quotidiani che controlla.

## Letteratura, drammaturgia e musica
- Narrativa:
  - Non assegnato.
- Drammaturgia:
  - Non assegnato.
- Storia:
  - Puritan Village: The Formation of a New England Town, di Sumner Chilton Powell (Wesleyan University Press).
- Biografie o Autobiografie:
  - John Keats, di Walter Jackson Bate (Harvard University Press).
- Poesia:
  - At The End Of The Open Road, di Louis Simpson (Wesleyan University Press).
- Saggistica:
  - Anti-intellectualism in American Life, di Richard Hofstadter (Random).
- Musica:
  - Non assegnato.